# 双阳水库
双阳水库是中国吉林省长春市双阳区境内的一座中型水库，位于饮马河支流双阳河上，双阳城区以东3km，长春城区东南47km。水库正常库容为2151万立方米，集雨面积为222平方千米，海拔为218.62米。

## 技术
均质粘土坝、泄洪洞、非常溢洪道、输水涵洞等组成。正常水位218.86米。汛限水位218.80m。历史最高水位220.0m。以防洪、灌溉为主，辅以养鱼、旅游。水库养殖面积1.5万亩。平均年产鱼40万公斤。

## 历史
始建1958年春，1962年受益，1964年全部竣工。因库址处甩湾子屯，初称甩湾子水库，1962年定今名。2001年除险加固。